# Sport Lisboa e Benfica (rink hockey)
Le club de rink hockey du Sport Lisboa e Benfica est l'une des sections du club omnisports du SL Benfica basé à Lisbonne et présidé par Rui Costa.

## Palmarès
| Compétitions nationales | Compétitions internationales |
| - Championnat du Portugal (24) - Champion : 1951, 1952, 1956, 1957, 1960, 1961, 1966, 1967, 1968, 1970, 1972, 1974, 1979, 1980, 1981, 1992, 1994, 1995, 1997, 1998, 2012, 2015, 2016 et 2023 - Coupe du Portugal (15) - Vainqueur : 1963, 1978, 1979, 1980, 1981, 1982, 1991, 1994, 1995, 2000, 2001, 2002, 2010, 2014 et 2015 - Supercoupe du Portugal (9) - Vainqueur : 1992, 1995, 1997, 2001, 2002, 2010, 2012, 2022 et 2023 - Elite Cup (2) - Vainqueur : 2023, 2024 - Taça 1947 Hóquei patins (1) - Vainqueur : 2021 - Championnat Métropolitain du Portugal (6) - Vainqueur : 1967, 1968, 1970, 1972, 1973 et 1974 - Tournoi de la Ville de Vigo (1) - Vainqueur : 2008 - Championnat du Portugal de deuxième division (1) - Champion : 2018 - Championnat du Portugal de troisième division (2) - Champion : 2014 et 2021 | - WSE Champions League (2) - Vainqueur : 2013 et 2016 - WSE Cup (2) - Vainqueur : 1991 et 2011 - WSE Continental Cup (3) - Vainqueur : 2011, 2013 et 2016 - Intercontinental Cup (2) - Vainqueur : 2013 et 2017 - Coupe des nations de rink hockey (1) - Vainqueur : 1962 |

## Joueurs célèbres
- António Livramento, international portugais, triple champion du monde en 1962, 1968 et 1974, débute à Benfica où il joue de 1959 à 1970 puis de 1971 à 1974. Il est considéré comme le meilleur joueur de son époque et l'un des meilleurs attaquants de tous temps.
- Agustina Fernández est la première mendocina à jouer dans l'équipe féminine du Benfica[2]